# Li Zhaoyi
Li Zhaoyi (25 de agosto de 1994) es una deportista china que compitió en taekwondo.
Ganó una medalla de plata en el Campeonato Mundial de Taekwondo de 2011, y una medalla de plata en el Campeonato Asiático de Taekwondo de 2012. En los Juegos Asiáticos de 2014 consiguió una medalla de plata.

## Palmarés internacional
| Campeonato Mundial  | Campeonato Mundial           | Campeonato Mundial | Campeonato Mundial |
| Año                 | Lugar                        | Medalla            | Categoría          |
| ------------------- | ---------------------------- | ------------------ | ------------------ |
| 2011                | Gyeongju (Corea del Sur)     | Medalla de plata   | –46 kg             |
| Juegos Asiáticos    |                              |                    |                    |
| Año                 | Lugar                        | Medalla            | Categoría          |
| 2014                | Incheon (Corea del Sur)      | Medalla de plata   | –49 kg             |
| Campeonato Asiático |                              |                    |                    |
| Año                 | Lugar                        | Medalla            | Categoría          |
| 2012                | Ciudad Ho Chi Minh (Vietnam) | Medalla de plata   | –46 kg             |